# Donkervoort

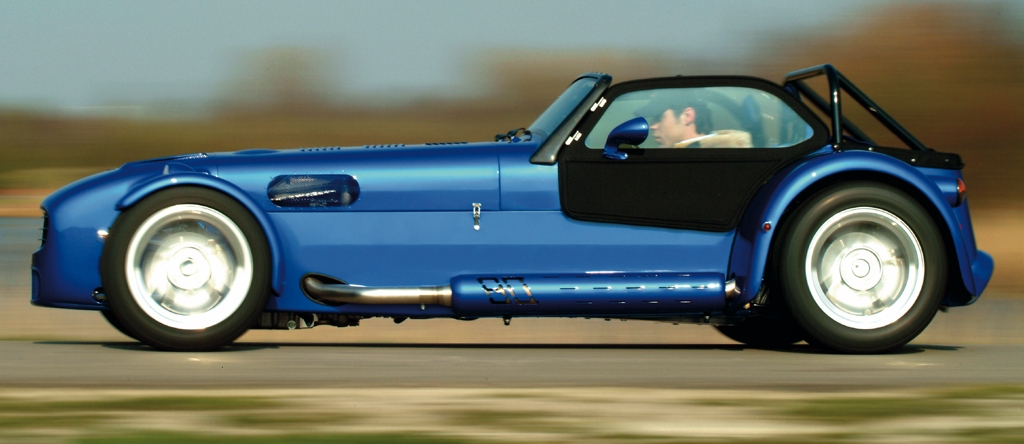
Donkervoort D8

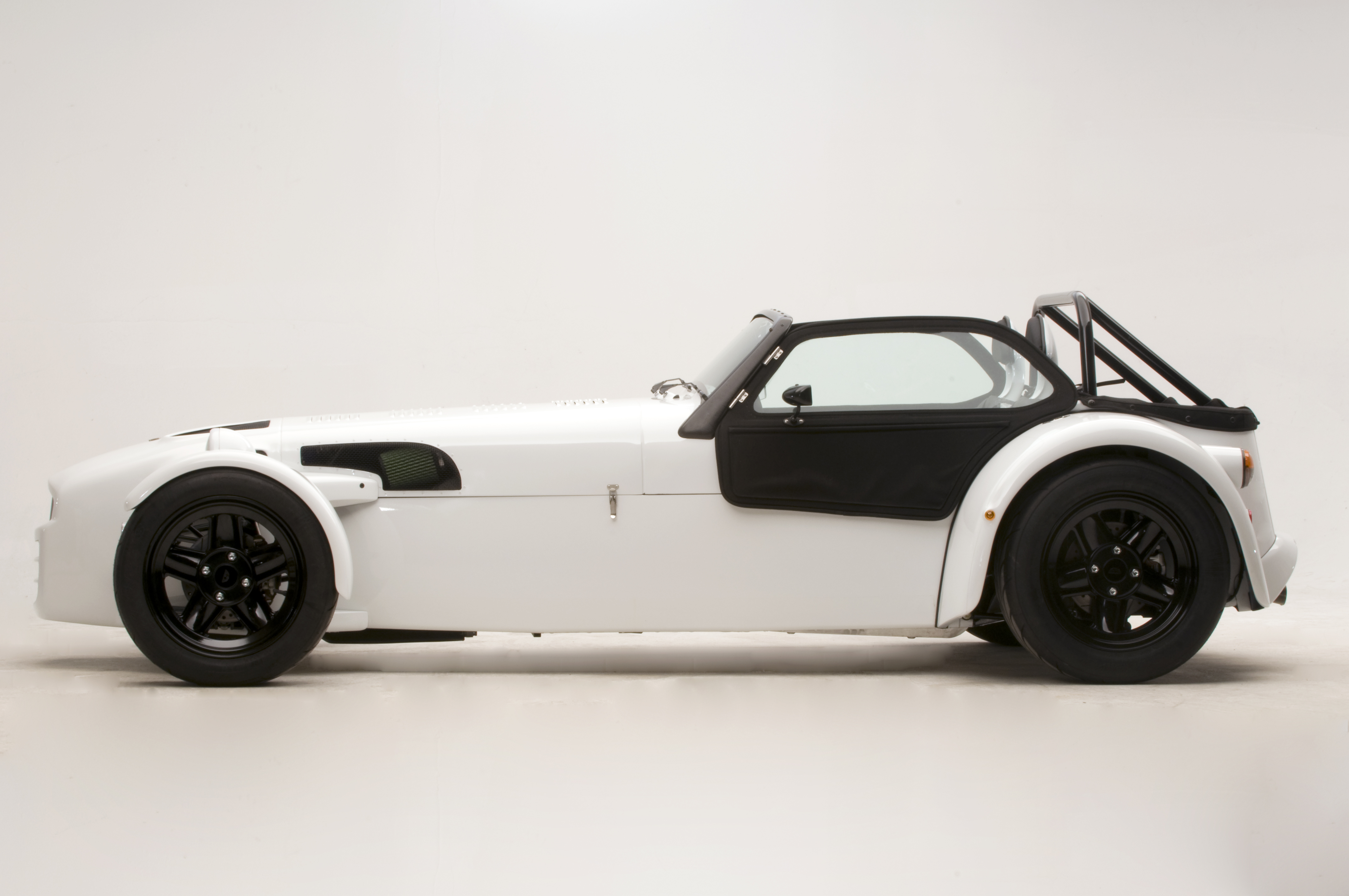
Donkervoort D8 270

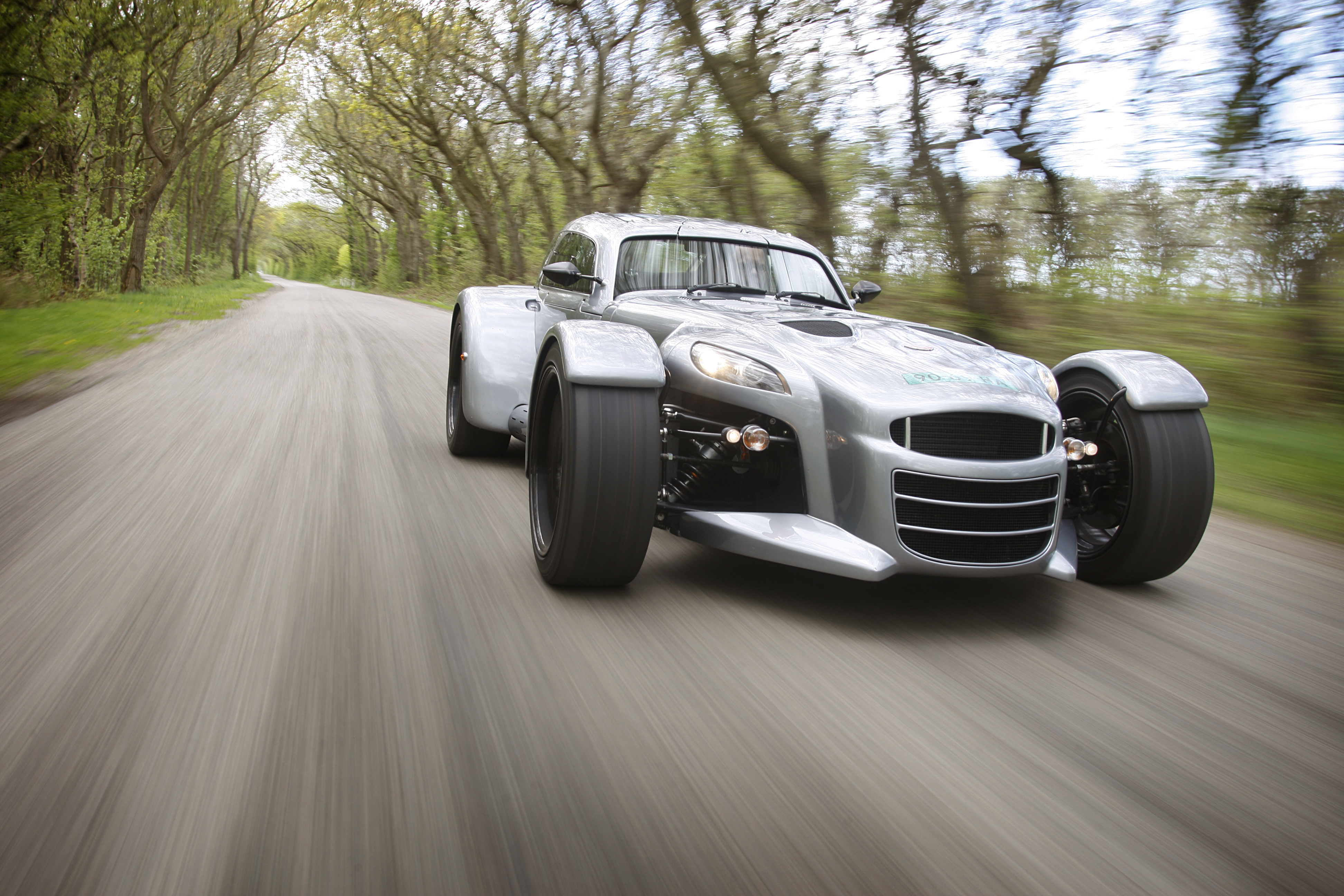
Donkervoort D8GT

Donkervoort är företag ifrån Nederländerna som säljer sportbilar. Företaget grundades 1978 av Joop Donkervoort. Sedan 1996 använder man Audimotorer istället för  Ford Zetec.